# Laura Lindstedt
Laura Valpuri Lindstedt (ur. 1 maja 1976 w Kajaani) – fińska pisarka i literaturoznawczyni.

## Życie i twórczość
Laura Lindstedt w 1995 roku skończyła liceum w Kajaani, a w 2002 roku studia magisterskie z zakresu filozofii na Uniwersytecie Helsińskim. Jej praca dotyczyła generalnego literaturoznawstwa, a oprócz tego studiowała również filozofię, język francuski, historię sztuki i semiotykę. Pracuje nad rozprawą doktorską poświęconą Nathalie Sarraute.
Pracowała potem jako redaktorka i dziennikarka. W 2007 roku zadebiutowała powieścią Sakset (pol. Nożyczki), za którą była nominowana do Nagrody Finlandia. Jej druga powieść, Oneiron, którą pisała przez 8 lat, otrzymała w 2015 roku Nagrodę Finlandia. W 2017 roku była za nią nominowana do Nagrody Literackiej Rady Nordyckiej. 

## Dzieła
- Laura Lindstedt, Sakset: Triptyykki. Helsinki: Teos, 2007. ISBN 978-951-851-105-5.
- Laura Lindstedt,  Oneiron: Fantasia kuolemanjälkeisistä sekunneista. Helsinki: Teos, 2015. ISBN 978-951-851-544-2.
- Laura Lindstedt,  Ystäväni Natalia. Helsinki: Teos, 2019. ISBN 978-951-851-801-6.